# Haemophilus paracuniculus
Espèce
Haemophilus paracuniculus est une espèce de bactéries à Gram négatif de la famille des Pasteurellaceae dans le phylum des Pseudomonadota.

## Historique
Cette espèce Haemophilus paracuniculus a été décrite à partir de l'isolement de souches bactériennes dans des prélèvements gastro-intestinaux de lapins.

## Description
Ce sont des bactéries gram-négatives non mobiles et de formes coccobacilles ou bacilles pléomorphes.  Lorsqu'elles sont cultivées en présence de facteur V, elles peuvent se présenter sous forme de chaînes de petits bacilles. La composition en bases GC est de 40 %.

## Taxonomie
Le nom correct complet (avec auteur) de ce taxon est Haemophilus paracuniculus Targowski & Targowski 1984.

### Étymologie
L'étymologie du nom de l'espèce H. paracuniculus est la suivante: pa.ra.cu.ni.cu.lus. Gr. prep. para, à côté, comme, proche; L. masc. n. cuniculus, un lapin, et l'épithète spécifique de Haemophilus cuniculus, une espèce qui n'a jamais été décrite; N.L. masc. n. paracuniculus, comme Haemophilus cuniculus.